# Zach McGowan
Zachary Brendan McGowan (New York, 5 maggio 1981) è un attore e doppiatore statunitense.
È conosciuto per il ruolo di Jody nella serie Shameless, per il ruolo di Charles Vane nella serie Black Sails, nonché per il ruolo di Roan nella serie The 100.

## Biografia
McGowan è nato a New York City, da Vincent e Brenda McGowan. I suoi fratelli più grandi sono Doug e Matt McGowan. Ha origini ebree ed irlandesi. Ha vissuto a New York la maggior parte della vita. Nel settembre del 2008 ha sposato Emily Johnson.

## Carriera
Nel 2008 e nel 2009 McGowan ha preso parte come guest star nelle serie CSI: Miami, Numb3rs e Cold Case - Delitti irrisolti.
Lavora anche nel campo del doppiaggio, alcuni dei suoi lavori includono come doppiatore per Scream Awards, Animal Planet e nei videogiochi Resident Evil: Operation Raccoon City, Resident Evil 6, ed Iron Man.
Nel 2011 McGowan entra a far parte del cast della serie televisiva Shameless, come Jody, prima in un ruolo secondario (stagione 2) e successivamente come personaggio principale (stagione 3). Nella serie recita diversi ruoli di nudo ma come lui stesso dice "La nudità è solo una parte del lavoro".
Nel 2014 McGowan entra a far parte del cast principale della serie televisiva Black Sails prendendo il ruolo del pirata Charles Vane. Nonostante per il ruolo venisse richiesto un attore britannico, McGowan ha finto l'accento alle audizioni. Solo successivamente i direttori del casting si sono accorti dell'inganno, tuttavia l'interpretazione di McGowan li ha stupiti e così ottenne il ruolo.
Nel 2016 e nel 2017 fa parte della serie televisiva The 100 nel ruolo del principe Roan, della Nazione del Ghiaccio.

## Filmografia

### Cinema
- The Hunt for Eagle One, regia di Brian Clyde (2006)
- Terminator Salvation, regia di McG (2009)
- Dracula Untold, regia di Gary Shore (2014)
- Death Race - Anarchia (Death Race 4: Beyond Anarchy), regia di Don Michael Paul (2018)
- Il Re Scorpione 5 - Il libro delle anime (The Scorpion King: Book of Souls), regia di Don Michael Paul (2018)
- Robert the Bruce - Guerriero e re (Robert the Bruce), regia di Richard Gray (2019)

### Televisione
- CSI: Miami – serie TV, episodio 7x06 (2008)
- Numb3rs – serie TV, episodio 5x01 (2009)
- Cold Case - Delitti irrisolti (Cold Case) – serie TV, episodio 6x19 (2009)
- Body of Proof – serie TV, episodio 1x03 (2011)
- Dating Rules from My Future Self – serie TV, episodi 1x02-1x03 (2012)
- Shameless – serie TV, 24 episodi (2012-2013)
- Black Sails – serie TV, 28 episodi (2014-2016)
- Law & Order - Unità vittime speciali (Law & Order: Special Victims Unit) – serie TV, episodio 17x06 (2015)
- Unreal – serie TV, episodio 2x06 (2016)
- The 100 – serie TV, 17 episodi (2016-2017, 2020)
- Lethal Weapon – serie TV, episodio 2x07 (2017)
- Damnation – serie TV, episodi 1x07-1x10 (2017)
- Agents of S.H.I.E.L.D. – serie TV, 9 episodi (2017-2018)
- The Walking Dead – serie TV, episodi 9x01-9x02-9x03 (2018)
- FBI – serie TV, episodio 1x11 (2019)
- L.A.'s Finest - serie TV, ep. 1x01, 1x03 (2019)
- MacGyver - serie TV, 3 episodi (2020)

### Doppiatore
- Iron Man – videogioco (2008)
- Boom Blox – videogioco (2008)
- Buona fortuna Charlie (Good Luck Charlie) – serie TV, episodio 1x07 (2009)
- Resident Evil: Operation Raccoon City – videogioco (2012)
- Anarchy Reigns – videogioco (2012)
- Resident Evil 6 – videogioco (2012)

## Doppiatori italiani
Nelle versioni in italiano delle opere in cui ha recitato, Zach McGowan è stato doppiato da:
- Alessandro Messina in CSI: Miami, Dracula Untold, The 100
- Gianfranco Miranda in Shameless, Agents of S.H.I.E.L.D.
- Christian Iansante in Black Sails, L.A's Finest
- Sergio Lucchetti in Body of Proof
- Alberto Angrisano in Law & Order - Unità vittime speciali
- Sacha De Toni in Unreal
- Giorgio Borghetti in Lethal Weapon
- Riccardo Scarafoni in The Walking Dead
- Alessandro Ballico in FBI
- Francesco De Francesco in Robert the Bruce - Guerriero e re

Da doppiatore è stato sostituito da:
- Massimiliano Plinio in Anarchy Reigns